# بادمینیل او-بوا
بادمینیل او-بوا (به فرانسوی: Badménil-aux-Bois) یک کمون (فرانسه) در فرانسه است که در canton of Châtel-sur-Moselle واقع شده‌است. بادمینیل او-بوا ۹٫۱۴ کیلومتر مربع مساحت دارد.